# Pupčana vena
Pupčana ili umbilikalna vena je neparna vena prisutna tijekom fetalnog razvoja koja nosi oksigeniranu krv iz posteljice u plod. Izuzevši plućne vene, jedina je vena u ljudskom tijelu kojom protječe oksigenirana krv.
Tlak unutar pupčane vene iznosi otprilike 4-7 mmHg.

## Fetalni krvotok
Neparna pupčana vena nosi krv bogatu kisikom i hranjivim tvarima, koja je došla s mjesta gdje se izmjenjuju majčina i fetalna krv u korionskim resicama. Preko dvije trećine krvi ulazi u jetru s njezina donjeg ruba, dok ostatak skreće u donju šuplju venu (vena cava inferior) kroz ductus venosus, odakle se vraća u desnu pretklijetku ploda.

## Zatvaranje
Unutar tjedan dana nakon rođenja, pupčana vena novorođenčeta se potpuno uništava i biva nadomještena oblom svezom jetre (ligamentum teres hepatis). Širi se iz pupka do porte jetre, gdje se udružuje sa srpastim ligamentom kako bi razdvojila četvrti segment od drugog i trećeg u lijevom režnju jetre.
Zatvaranje pupčane vene obično se događa nakon zatvaranja pupčanih arterija. To produžava komunikaciju između posteljice i fetusova srca, dopuštajući neku vrstu autotransfuzije ostatka krvi iz posteljice fetusu.

## Rekanalizacija
Pod visokim tlakom, obla sveza jetre može se ponovno otvoriti da bi omogućila prolaz krvi. Takva rekanalizacija može se pojaviti kod oboljelih od ciroze jetre i portalne hipertenzije. Cirotičnim bolesnicima stvara se ogroman broj ožiljaka unutar i oko jetre, koji često ometaju funkciju obližnjih žila. Okluzija žila povećava otpornost krvnih žila i tako dolazi do hipertenzije. Kod portalne hipertenzije žile koje okružuju jetru su podvrgnute visokom krvnom tlaku; ustvari, tako visokom da je sila krvi koja pritišće oblu svezu jetre dovoljna da rekanalizira strukturu. To vodi do stanja koje se naziva caput medusae.

## Galerija
- model čovječjeg zametka dug 1,3 milimetara
- shematski prikaz fetalnog krvotoka
- pupčana vena
- ljudski zametak, 38 mm, 8–9 tjedana

## Više informacija
- pupčana arterija
- pupčana vrpca
- fetalni krvotok
- posteljica